# Afrique & Histoire
Afrique & Histoire est une revue internationale semestrielle d'histoire et de sciences humaines et sociales consacrée à l'étude de l'Afrique depuis l'Antiquité jusqu'à nos jours. Créée en 2003, elle est publiée sur support papier à Lagrasse par les Éditions Verdier et diffusée sur Internet par l'intermédiaire du portail Cairn.info.
La revue est fondée en 2003 par Pierre Boilley, Jean-Pierre Chrétien, François-Xavier Fauvelle-Aymar et Bertrand Hirsch. Chaque numéro, d'un peu plus de 300 pages, publie des articles universitaires, certains regroupés en dossiers thématiques, ainsi que des comptes rendus de lectures. La revue cesse de paraître après le numéro 7 en 2009.
Les six premiers volumes (2003-2006) sont librement consultables sur Cairn. Pour le volume 7, seule la table des matières est librement consultable.